# Sergej Ignatov
Sergej Ignatov (narozen roku 1950 v Chemnitzu) je proslulý ruský žonglér a držitel několika světových rekordů. Je také znám jako "básník žonglování", nebo také jako "kvantitativní žonglér".

## Život
Talent pravděpodobně zdědil po svých předcích. Jeho dědeček pracoval 25 let s koňmi u cirkusu. Ale i jiní členové rodiny měli k cirkusu blízko. Například jeho strýc byl krotitelem divokých zvířat.
Ignatov sám začal žonglovat v patnácti letech. Docházel do Moskevské cirkusové školy. V prvním ročníku cvičil akrobacii, žonglování a gymnastiku. Kvůli problémům s kolenem se začal věnovat výhradně žonglování. Jeho učitelka se jmenovala Violetta Kiss. Po třech letech ovládal devět kruhů. Vystupovat začal v roce 1969.
Jeho pomůcky jsou především kruhy a velké míče, ale nepohrdne ani klasickými míčky nebo kuželkami. Soustavně se věnuje józe.

### Básník žonglérů
Tuto přezdívku získal díky jeho spojení hudby a žonglování. Žongluje především na vážnou hudbu (Chopin, Chačaturjan).

### Rekordy
Rekord v žonglování s jedenácti kruhy získal roku 1973.